# Валпијана (Гросето)
Валпијана (итал. Valpiana) је насеље у Италији у округу Гросето, региону Тоскана.
Према процени из 2011. у насељу је живело 499 становника. Насеље се налази на надморској висини од 144 м.